# Jean-Louis Chaigneau
Pour les articles homonymes, voir Chaigneau.
Jean-Louis Chaigneau, né le 25 mai 1767 à Ardelay (Vendée) et mort le 18 février 1847 à Nantes (6e canton), est un homme politique français.

## Biographie
Issu de la bourgeoisie des talents, il fut sous la Révolution, administrateur du département de la Vendée, puis commissaire national près le tribunal de district de la Châtaigneraie. Le 25 germinal an VI, Chaigneau entra au Conseil des Cinq-Cents.
Il y prit quelquefois la parole, par exemple, pour présenter un rapport sur les versements en assignats faits par les comptables. Il siégea jusqu'en l'an VIII.
Il est le père du parlementaire Émile-Armand Chaigneau.

## Sources
- « Jean-Louis Chaigneau », dans Adolphe Robert et Gaston Cougny, Dictionnaire des parlementaires français, Edgar Bourloton, 1889-1891 [détail de l’édition]